# 20 Y.O.
20 Y.O. (20 Years Old, em referência aos 20 anos do álbum Control) é o nono álbum de estúdio da cantora americana Janet Jackson.
Foi lançado em 20 de Setembro de 2006, pelo selo Virgin, sendo seu último álbum pela gravadora. O disco veio com a tarefa de rejuvenescer a carreira da cantora que estava em baixa devido ao acontecimento do Super Bowl em 2004, que afetou as vendas de seu álbum Damita Jo. 20 Y.O. veio também, para comemorar os vinte anos do lançamento de seu álbum Control ("Control" revelou Janet mundialmente, foi seu primeiro sucesso), lançado em 1986.
O álbum teve melhores críticas que seu primeiro álbum, mesmo assim vendeu menos que seu antecessor, apenas 1.2 milhão de cópias, porém, teve um hit moderado "Call on Me", dueto com Nelly, e rendeu mais três singles "So Excited", "Enjoy" e "With U". Recebeu uma indicação ao Grammy de Melhor Álbum de R&B Contemporâneo.

## Edições
O álbum foi re-lançado em 16 de dezembro de 2006, com um DVD, nomeado "Janet 20 Years: Deluxe Edition".
Em junho de 2006, Janet iniciou uma promoção em seu website, chamada "Design Me", a fim de que seus fãs fizessem a capa do álbum. Além da capa do álbum feita pela Virgin Records, é possível encontrar quatro capas feitas por fãs. Janet recebeu os quatro ganhadores no lançamento do álbum em 29 de setembro de 2006, na Virgin MegaStore em Nova York.

## Faixas
1. "(Intro) 20" (Janet Jackson, James Harris III, Terry Lewis) – 0:52
2. "So Excited" (featuring Khia) (Jackson, Dupri, James Phillips, Johnta Austin, Harris, Lewis, Khia Chambers, Herbie Hancock, Bill Laswell, Michael Beinhorn) – 3:16 Contains a sample of Herbie Hancock's "Rockit" (Herbie Hancock, Bill Laswell, Michael Beinhorn).
3. "Show Me" (Jackson, Dupri, Manuel Seal, Jr., Austin, Harris, Lewis) – 3:38
4. "Get It Out Me" (Jackson, Dupri, Seal, Austin, Harris, Lewis) – 3:04
5. "Do It 2 Me" (Jackson, Dupri, Seal, Brenda Russell) – 4:06 Contains elements of Brenda Russell's "If Only for One Night" (Brenda Russell).
6. "This Body" (Jackson, Dupri, Phillips, Austin, Harris, Lewis) – 4:10
7. "20 Part 2 (Interlude)" (Jackson, Harris, Lewis) – 0:27
8. "With U" (Jackson, Dupri, Seal, Austin, Harris, Lewis) – 5:08
9. "Call on Me" (with Nelly) (Dupri, Austin, Phillips, Cornell Haynes, Jr., Harris, Lewis) – 3:30 Contains elements of The SOS Band's "Tell Me If You Still Care" (James Harris III, Terry Lewis).
10. "20 Part 3 (Interlude)" (Jackson, Harris, Lewis) – 0:28
11. "Daybreak" (Jackson, Harris, Lewis, Austin) – 4:21
12. "Enjoy" (Jackson, Harris, Lewis, Bobby Ross Avila, Issiah J. Avila) – 4:54
13. "20 Part 4 (Interlude)" (Jackson, Harris, Lewis) – 0:43
14. "Take Care" (Jackson, Harris, Lewis) – 5:46
15. "Love 2 Love" (Jackson, Harris, Lewis, Austin) – 5:03
16. "(Outro) 20 Part 5" (Jackson, Harris, Lewis) – 1:03